# Fronte Nero
Il Fronte Nero (Schwarze Front) fu un gruppo formato da Otto Strasser, a seguito di una scissione dal Partito Nazionalsocialista Tedesco dei Lavoratori (NSDAP) nel luglio 1930.
Ufficialmente il gruppo era noto come Comunità di Lotta dei Rivoluzionari Nazionalsocialisti (Kampfgemeinschaft Revolutionärer Nationalsozialisten, KGRNS) e in seguito Comunità di Lotta Nazionalsocialista della Germania (Nationalsozialistischen Kampfgemeinschaft Deutschlands, NSKD).

## Storia
Nel luglio 1930, Adolf Hitler descriveva Otto Strasser come un ebreo intellettuale marxista e incapace di qualsiasi organizzazione. Strasser riteneva invece che l'originale natura anticapitalista del NSDAP fosse stata tradita da Adolf Hitler. Da quel momento Strasser decise di abbandonare lo NSDAP assieme ad altri 25 membri, annunciando che "i socialisti lasciano lo NSDAP". Strasser mirava a provocare una scissione all'interno del partito principale, ma questa mossa non ottenne il sostegno di alcun grande ufficiale nazista e venne perfino disapprovata da suo fratello Gregor. Secondo lo storico Ian Kershaw, la divisione di Otto Strasser non ebbe alcun effetto ed egli fu condannato a rimanere in una "piccola setta di destra".
La base ideologica del movimento era formata da una sintesi di due testi: le "14 tesi sulla rivoluzione tedesca" del 1929 e da altre 15 tesi aggiunte da Strasser in seguito. Questo testo fu adottato dal Fronte Nero in una conferenza il 25 e il 26 ottobre 1930. I membri del Fronte Nero si consideravano come l'unico vero e proprio partito nazista. Molti di loro furono deportati nei campi di concentramento dopo che il Fronte fu bandito il 15 febbraio 1933.
L'organizzazione di Strasser pubblicava un giornale, Die Deutsche Revolution, e aveva anche una propria stazione radio che copriva solo una parte della Germania. Essa adottò come simbolo un martello incrociato con una spada, che viene ancora oggi utilizzato da alcuni gruppi neonazisti.
L'8 novembre 1939, presso Monaco di Baviera, una bomba esplose pochi minuti dopo che Hitler aveva lasciato la Bürgerbräukeller, dove aveva tenuto da poco una riunione. L'esplosione causò la morte di 8 persone e il ferimento di altre 60. I nazisti erano convinti che si trattasse di un attentato organizzato dal Fronte Nero, ma Otto Strasser al momento dell'esplosione si trovava in Svizzera. In realtà, l'attacco dell'8 novembre 1939 fu un atto di un individuo isolato, di nome Georg Elser, operaio, già membro del Partito Comunista di Germania. Secondo la recente storiografia, la sua azione sembra essere stata guidata da motivazioni politiche e filosofiche, senza l'aiuto di un gruppo di resistenza sotterraneo..
L'organizzazione non fu in grado di opporsi efficacemente allo NSDAP e l'ascesa di Hitler al potere le assestò il colpo decisivo. Strasser trascorse gli anni del Terzo Reich in esilio, in Cecoslovacchia, negli Stati Uniti d'America e poi in Canada. La sinistra del partito stesso fu sradicata nel 1934 durante la cosiddetta notte dei lunghi coltelli, in cui Gregor Strasser, fratello maggiore di Otto, fu ucciso.